# Brtnice
Brtnice – miasto w Czechach, w kraju Wysoczyna. Według danych z 1 stycznia 2018 roku liczba mieszkańców miejscowości wynosiła 3745 osób. Powierzchnia miasta wynosi 74,17 km².

## Demografia
| Rok             | 1970 | 1980 | 1991 | 2001 | 2003 | 2006 | 2014 |
| --------------- | ---- | ---- | ---- | ---- | ---- | ---- | ---- |
| Liczba ludności | 3528 | 3541 | 3592 | 3656 | 3744 | 3741 | 3709 |

Źródło: Czeski Urząd Statystyczny

## Współpraca
Miejscowość partnerska:
- Orpund, Szwajcaria